# Corey Kluber
Corey Scott Kluber (ur. 10 kwietnia 1986) – amerykański baseballista występujący na pozycji miotacza w New York Yankees.

## Przebieg kariery
Kluber studiował na Stetson University, gdzie w latach 2005–2007 grał w drużynie uniwersyteckiej Stetson Hatters. W 2007 został wybrany w czwartej rundzie draftu przez San Diego Padres i grał w klubach farmerskich tego zespołu. W lipcu 2010 w ramach wymiany zawodników przeszedł do Cleveland Indians i po rozegraniu 27 meczów w Columbus Clippers z Triple-A, 1 września 2011 zadebiutował w MLB w meczu przeciwko Oakland Athletics jako relief pitcher.
Sezon 2012 rozpoczął od występów Columbus Clippers, jednak 2 sierpnia 2012 przed meczem z Kansas City Royals został przesunięty do składu Indians. 3 września 2012 w spotkaniu z Detroit Tigers zanotował pierwsze zwycięstwo w MLB. 30 lipca 2014 w meczu z Seattle Mariners zaliczył pierwszy complete game shutout.
W sezonie 2014 wraz z Maksem Scherzerem i Jeredem Weaverem zanotował najwięcej zwycięstw w American League (18), a także otrzymał nagrodę Cy Young Award dla najlepszego miotacza w American League. W lipcu 2016 po raz pierwszy został powołany do Meczu Gwiazd w miejsce kontuzjowanego Marco Estrady.
W sezonie 2020 grał w Texas Rangers, a w styczniu 2021 podpisał kontrakt z New York Yankees.

## Nagrody i wyróżnienia
| Nagroda/wyróżnienie  | Lata             | Źródło      |
| 3× All-Star          | 2016, 2017, 2018 | [ 2 ] [ 8 ] |
| 2× AL Cy Young Award | 2014, 2017       | [ 2 ] [ 7 ] |